# Серьодка (Псковський район)
Серьодка (рос. Серёдка) — село в Псковському районі Псковської області Російської Федерації.
Населення становить 1818 осіб. Входить до складу муніципального утворення Серьодкинська волость.

## Історія
Від 2015 року входить до складу муніципального утворення Серьодкинська волость.

## Населення
| 1939 | 2001  | 2002  | 2010  | 2017  | 2021  |
| ---- | ----- | ----- | ----- | ----- | ----- |
| 1040 | ↗2483 | ↗3831 | ↘3253 | ↘2399 | ↘1818 |